# Erika Villaécija
Erika Villaécija García (* 2. Juni 1984 in Barcelona) ist eine spanische Schwimmerin.

## Werdegang
Villaécijas Paradedisziplinen sind die langen Freistildistanzen, nämlich 400 Meter, 800 Meter und 1500 Meter. Über 400 Meter Freistil trat sie bereits bei den Schwimmeuropameisterschaften 2002 in Berlin das erste Mal auf, als sie den achten Platz erreichte. Nur ein Jahr später, bei den Kurzbahneuropameisterschaften 2003 in Dublin, gewann sie mit der Goldmedaille über 800 Meter Freistil ihren ersten internationalen Titel. Bei den Langbahneuropameisterschaften 2004 in Madrid konnte sie mit der Goldmedaille über 800 Meter Freistil ebenfalls einen Europameistertitel erschwimmen. Einen zweiten Titel gewann sie zusätzlich noch gemeinsam mit der spanischen 4-mal-200-Meter-Freistilstaffel. Im selben Jahr nahm sie auch bei den Olympischen Sommerspielen 2004 in Athen teil, wo sie über 800 Meter Freistil das Finale und dort den fünften Platz belegte. Mit der 4-mal-200-Meter-Freistilstaffel wurde sie Gesamtsechste. Nur über die 400-Meter-Freistilstrecke konnte sie mit dem 18. Platz nicht das Finale erreichen. Auch die Schwimmeuropameisterschaften 2008 in Eindhoven konnte Villaécija mit zwei Vizeeuropameistertiteln über 800 Meter und 1500 Meter Freistil erfolgreich beenden. Bei den Olympischen Sommerspielen 2008 in Peking kam sie sowohl über 400 Meter Freistil mit einem 23. Platz und über 800 Meter Freistil mit einem 16. Platz nicht über die Vorläufe hinaus. Auch bei den Schwimmweltmeisterschaften 2009 in Rom konnte sie mit einem sechsten Platz über 800 Meter Freistil und einem fünften Platz über 1500 Meter Freistil keine Medaille gewinnen. Erst bei den Kurzbahneuropameisterschaften 2009 in Istanbul gewann sie über 800 Meter Freistil die Silbermedaille. Bei den Kurzbahnweltmeisterschaften 2012 am gleichen Ort belegte sie im Finale über 400 Meter den achten Platz (4:05,78 min), es siegte ihre Landsfrau Melanie Costa. Über 800 Meter sprang ein fünfter Rang heraus (8:16,90 min).